# Ешманайкіно
Ешмана́йкіно (рос. Эшманайкино, марій. Кокласола) — присілок у складі Гірськомарійського району Марій Ел, Росія. Входить до складу Усолинського сільського поселення.

## Населення
Населення — 96 осіб (2010; 97 у 2002).
Національний склад (станом на 2002 рік):
- гірські марійці — 98 %